# Cunaxa capreolus
Cunaxa capreolus är en spindeldjursart som först beskrevs av Berlese 1890.  Cunaxa capreolus ingår i släktet Cunaxa och familjen Cunaxidae. Inga underarter finns listade i Catalogue of Life.